# Belenois albomaculatus
Belenois albomaculatus är en fjärilsart som först beskrevs av Johann August Ephraim Goeze 1779.  Belenois albomaculatus ingår i släktet Belenois och familjen vitfjärilar. Inga underarter finns listade i Catalogue of Life.